# 6.29豪雨災害
6.29豪雨災害（6.29ごううさいがい）とは、1999年（平成11年）6月29日（火曜日）に発生した水害（豪雨災害）。
気象庁では「梅雨前線、低気圧　平成11年（1999年）6月23日～7月3日」として分類、災害の起こった年から「平成11年6月豪雨」、あるいは特に被害が顕著だった広島県と福岡県の名をとって「広島豪雨災害」「福岡豪雨災害」などで呼ばれている。

## 概要
1999年は梅雨や台風により各地で災害が起こっており、その中でこの災害はこの年の代表的な災害となった。
活発化した梅雨前線の東上に伴い1999年6月23日から7月3日にかけて西日本から北日本の広い範囲で降雨し、各地で豪雨となった。特に6月29日には、北部九州から中部地方にかけて局地的に時間あたり100mmの降水量を計測し、28府県で被害が発生し浸水災害や土砂災害（土石流・がけ崩れ）を引き起こした。
その中でも、6月29日午前に福岡県福岡市で、同日午後に広島県広島市・呉市で、集中豪雨により比較的規模の大きい災害が発生し災害救助法が適用された。この2つのケースは当時新しい都市型災害として注目された。福岡ではJR博多駅が水浸しとなり都市機能が麻痺し典型的な都市型水害の被災例となり、広島では新興住宅地で土石流が発生し都市型土砂災害と呼ばれた。
1998年5月施行の被災者生活再建支援法の初適用事例（広島県全域）。また広島での土砂災害を機に土砂災害警戒区域等における土砂災害防止対策の推進に関する法律（土砂災害防止法）が制定された。

## 降水
|        |                  | 期間  | 1日   | 1日  | 1時間 | 1時間    |
| 量     | 日付             | 期間  | 量    | 時刻 |       |          |
| ------ | ---------------- | ----- | ----- | ---- | ----- | -------- |
| 広尾   | 北海道広尾町     | 215.5 | 154.0 | 01   | 25.0  | 01/07:41 |
| 大船渡 | 岩手県大船渡市   | 260.5 | 108.0 | 30   | 17.5  | 30/18:45 |
| 仙台   | 仙台市宮城野区   | 194.0 | 107.0 | 30   | 18.0  | 03/23:04 |
| 福島   | 福島県福島市     | 177.0 | 116.0 | 30   | 14.5  | 30/08:28 |
| 白河   | 福島県白河市     | 197.5 | 119.5 | 30   | 19.5  | 30/11:35 |
| 小名浜 | 福島県いわき市   | 195.5 | 111.5 | 30   | 28.0  | 30/04:37 |
| 宇都宮 | 栃木県宇都宮市   | 202.5 | 110.0 | 30   | 20.0  | 30/10:42 |
| 日光   | 栃木県日光市     | 233.5 | 109.0 | 30   | 17.0  | 30/09:13 |
| 伊良湖 | 愛知県渥美町     | 292.0 | 107.0 | 29   | 43.5  | 29/21:46 |
| 尾鷲   | 三重県尾鷲市     | 576.0 | 261.5 | 29   | 86.5  | 29/22:03 |
| 京都   | 京都市中京区     | 447.0 | 117.0 | 27   | 69.0  | 30/00:40 |
| 舞鶴   | 京都府舞鶴市     | 219.5 | 115.0 | 29   | 43.0  | 29/23:15 |
| 神戸   | 神戸市中央区     | 362.0 | 179.5 | 29   | 45.0  | 29/18:00 |
| 洲本   | 兵庫県洲本市     | 396.0 | 205.5 | 29   | 39.5  | 29/14:40 |
| 津山   | 岡山県津山市     | 243.0 | 105.5 | 29   | 32.0  | 29/10:59 |
| 呉     | 広島県呉市       | 446.5 | 186.0 | 29   | 73.5  | 29/16:50 |
| 松江   | 島根県松江市     | 271.0 | 100.0 | 29   | 19.0  | 03/01:10 |
| 浜田   | 島根県浜田市     | 344.0 | 146.0 | 29   | 41.5  | 29/14:50 |
| 高知   | 高知県高知市     | 404.0 | 206.5 | 29   | 99.5  | 29/09:30 |
| 山口   | 山口県山口市     | 342.0 | 103.0 | 29   | 31.0  | 29/10:55 |
| 下関   | 山口県下関市     | 400.5 | 139.5 | 29   | 35.5  | 29/11:06 |
| 萩     | 山口県萩市       | 432.5 | 204.0 | 29   | 58.5  | 29/06:07 |
| 福岡   | 福岡市中央区     | 391.0 | 153.5 | 29   | 79.5  | 29/08:43 |
| 飯塚   | 福岡県飯塚市     | 496.0 | 165.5 | 29   | 62.0  | 29/10:06 |
| 日田   | 大分県日田市     | 535.5 | 170.5 | 24   | 45.5  | 29/11:32 |
| 厳原   | 長崎県厳原町     | 520.5 | 153.0 | 02   | 63.0  | 29/01:03 |
| 平戸   | 長崎県平戸市     | 566.0 | 180.5 | 26   | 55.0  | 29/06:37 |
| 佐世保 | 長崎県佐世保市   | 503.5 | 133.5 | 26   | 39.5  | 02/13:48 |
| 福江   | 長崎県福江市     | 654.0 | 231.5 | 26   | 71.0  | 02/10:53 |
| 佐賀   | 佐賀県佐賀市     | 481.0 | 115.5 | 02   | 55.5  | 29/09:33 |
| 阿蘇山 | 熊本県白水村     | 638.5 | 155.5 | 24   | 41.0  | 24/14:14 |
| 都城   | 宮崎県都城市     | 392.5 | 119.5 | 03   | 59.0  | 03/06:53 |
| 鹿児島 | 鹿児島県鹿児島市 | 388.5 | 158.0 | 23   | 38.5  | 03/06:28 |
| 枕崎   | 鹿児島県枕崎市   | 292.5 | 112.0 | 28   | 41.5  | 03/06:03 |

大まかな流れは以下のとおり。
- この期間中、梅雨前線によりほぼ全国的に雨が降った。その中で低気圧の影響で局地的に大雨が降った。
- 6月
  - 23日 - 長江下流にあった低気圧が梅雨前線を伴って北上し朝鮮半島に到達、南九州を中心に大雨
  - 24日 - 低気圧は更に北東方向に進み、日本海西部から北海道に達し、九州北部から西日本全域・甲信地方と北海道で大雨。
  - 25日 - 低気圧は更に進み、千島列島の東海上に停滞し、九州から近畿南部にかけて大雨。北海道では暴風となった。
  - 26日 - 前線上の九州西海上に低気圧が発生し、北部九州と中国地方西部で大雨となった。
  - 27日 - その低気圧が瀬戸内海から三陸沖へと進み、局所的に大雨。
  - 28日 - 三陸沖の低気圧が東に進んで停滞、前線は日本南岸に停滞し、南九州で雨。
  - 29日 - 対馬海峡にあった新たな低気圧が山陰地方沖へと進み、南九州から中部地方にかけて大雨。
  - 30日 - その低気圧が日本海中部へ進み、近畿地方から東北地方にかけて大雨。
- 7月
  - 01日 - その低気圧が東北地方へ進み、中部地方と九州の一部で大雨。
  - 02日 - 低気圧は日本海北部に停滞する一方で、別の低気圧が対馬海峡から東へ進み、九州から四国の一部で大雨。
  - 03日 - 低気圧は日本海西部から東北方向に進み、南九州と中部地方で大雨。

アメダス観測地点での1日降水量記録は6月24日釈迦岳での386mm、1時間降水量記録は6月29日福岡篠栗町での09時-10時の100mm。
右表に、この期間内での降水量記録を表記する。全国的に雨が降っている中で、6月29日と30日の降水量が多かったことがわかる。1時間降水量で見ると、尾鷲・高知で80mm以上のいわゆる息苦しくなるような圧迫感がある”猛烈な雨”が、京都・呉・萩・福岡・飯塚・厳原・平戸・福江・佐賀・都城で50mm以上のいわゆる滝のように降る”非常に激しい雨”が観測されている。
以下、右表を参照し、最大1時間降水量を6月29日に記録した地方気象官署とその時間帯の分布を示す。図が示す通り、29日の西日本ではほぼ午前中に強い雨が降り、近畿地方以西は夕方から夜にかけて強い雨が降っている。

## 被害
|        |          | 人的（人） | 人的（人） | 人的（人） | 人的（人） | 住宅（棟） | 住宅（棟） | 住宅（棟） | 住宅（棟） | 住宅（棟） |
| 死者   | 行方不明 | 重傷者     | 軽傷者     | 全壊       | 半壊       | 一部損壊   | 床上浸水   | 床下浸水   |            |            |
| ------ | -------- | ---------- | ---------- | ---------- | ---------- | ---------- | ---------- | ---------- | ---------- | ---------- |
| 北海道 | 北海道   |            |            |            |            |            |            | 1          |            |            |
| 東北   | 岩手     |            |            |            |            |            |            | 1          |            |            |
| 東北   | 宮城     |            |            |            |            |            |            |            | 2          | 53         |
| 東北   | 福島     |            |            |            |            |            |            |            |            | 18         |
| 関東   | 茨城     |            |            |            |            |            |            | 2          | 2          | 7          |
| 関東   | 栃木     |            |            |            |            |            |            |            |            | 1          |
| 中部   | 石川     | 1          |            | 1          | 1          |            |            |            |            |            |
| 中部   | 福井     |            |            |            | 2          |            |            | 1          |            | 1          |
| 中部   | 山梨     |            |            |            |            |            |            |            |            | 1          |
| 中部   | 長野     |            |            |            |            |            | 1          | 5          | 28         | 483        |
| 中部   | 岐阜     |            |            |            | 2          |            | 3          | 10         | 28         | 213        |
| 中部   | 静岡     |            |            |            |            |            |            | 12         | 2          | 33         |
| 中部   | 愛知     |            |            |            |            |            | 1          | 7          | 117        | 609        |
| 中部   | 三重     |            |            |            |            |            |            |            | 7          | 48         |
| 近畿   | 滋賀     |            |            |            |            |            |            | 2          | 2          | 91         |
| 近畿   | 京都     |            |            | 1          | 1          | 3          |            | 25         | 145        | 1,868      |
| 近畿   | 大阪     |            |            |            |            |            |            | 2          | 101        | 1,323      |
| 近畿   | 兵庫     |            |            |            | 1          | 7          | 14         | 14         | 316        | 1,221      |
| 近畿   | 奈良     |            |            |            |            | 1          | 1          |            | 1          | 236        |
| 近畿   | 和歌山   |            |            |            |            |            |            | 1          |            | 4          |
| 中国   | 鳥取     |            |            |            |            |            |            |            |            | 3          |
| 中国   | 島根     | 1          |            |            |            |            |            | 4          | 16         | 121        |
| 中国   | 岡山     | 1          |            |            |            | 1          |            | 6          |            | 31         |
| 中国   | 広島     | 32         |            | 22         | 37         | 101        | 68         | 303        | 1,302      | 2,723      |
| 中国   | 山口     | 1          |            |            | 1          | 1          | 1          | 21         | 33         | 563        |
| 四国   | 徳島     |            |            |            |            |            |            | 4          | 64         | 484        |
| 四国   | 愛媛     |            |            |            |            |            |            | 1          | 6          | 43         |
| 四国   | 高知     |            |            |            |            |            |            |            | 200        | 724        |
| 九州   | 大分     |            |            |            |            |            |            |            |            | 6          |
| 九州   | 福岡     | 2          |            | 3          | 3          | 7          | 6          | 27         | 1,273      | 4,890      |
| 九州   | 佐賀     |            |            | 1          |            |            |            | 8          | 8          | 278        |
| 九州   | 長崎     | 1          |            |            | 1          | 6          | 3          | 58         | 48         | 265        |
| 九州   | 熊本     |            |            |            | 1          |            |            | 3          |            | 27         |
| 計     | 計       | 死者       | 行方不明   | 重傷者     | 軽傷者     | 全壊       | 半壊       | 一部損壊   | 床上浸水   | 床下浸水   |
| 計     | 計       | 39         | 0          | 28         | 50         | 127        | 98         | 518        | 3,701      | 16,368     |

以下、特に顕著な被害が発生した福岡県と広島県について記載する。

## 福岡

### 降水状況
6月29日朝、寒冷前線を伴った低気圧が九州北部に到達、この時に南東側に前線に沿って活発な積乱雲が並んで発生しており（バックビルディング）、これら積乱雲列が福岡を通過したことにより局地的に豪雨が発生した。ピークは08時から09時台で各市町村で激しく降ったのが2時間以内、つまり08時から10時の間に起こった。
最多1時間降水量は篠栗町08時-09時台の100mm。他、太宰府市09-10時台で77mm、飯塚市09-10時台で59mm。福岡市では、07時からの3時間降水量126mm、08-09時台の1時間降水量77mm。なお篠栗と福岡は約12kmしか離れていないにもかかわらず総雨量は50mm近く違っている。
| 6月29日の時間降水量分布。観測値は気象庁/過去の気象データ検索より。が80mm以上（強烈な雨）、が50mm以上（非常に激しい雨）、が30mm以上（激しい雨）、が20mm以上（強い雨）、が10mm以上（やや強い雨）、それ以下のものは省略する。 |             |
| 07-08時台。 | 08-09時台。 |
| 09-10時台。 | 10-11時台。 |

### 要因・状況
この福岡での豪雨災害は洪水災害や土砂災害が発生したが、特異点は福岡市中心部での地下空間への浸水である。
- 元々この地方では6月23日からの梅雨前線による雨が降り続いており、土中の保水力は飽和状態になっていたところへ、短期的な集中豪雨が襲ったことにより土中に吸収されることなく表層に留まっていた[10]。
- 当日の博多湾は大潮で満潮は09時34分であった[12]。ほぼ同時刻に福岡市中心部で短期間で記録的な豪雨が発生したことにより、御笠川水系御笠川や御笠川水系諸岡川、多々良川水系須恵川など福岡市近辺を流れる河川の水位を押上げ外水氾濫を出した[12][13]。
- 当時の福岡市内の下水道は時間雨量最大52mmで処理するよう設計されていたため排水処理が追いつかず、内水氾濫も引き起こした[11]。

この短時間で発生した豪雨によって外水氾濫と内水氾濫が同時に起こったことにより、JR博多駅周辺の地下鉄博多駅や博多駅地下街、天神地下街をはじめ周辺のビル地下は浸水した。なお博多駅周辺は凹地形つまり明らかに地盤が低く水が溜まりやすかったことも災いした。
天神地下街では8時ごろから浸水が始まり、天井から雨漏りが起こっている。
博多駅では10時30分ごろから浸水が始まった。レールが冠水したため12時5分から15時45分まで一部路線を運休し排水処理を行なっている。交通は麻痺し、地下の最下層に受電施設を置くビルが多かったため、停電を起こし機能停止に陥った。
博多駅周辺で地下空間のある182棟のうち、地下に浸水した建物が71棟、そのうち1m以上浸水が29棟、完全水没10棟。死者は1人出したが博多駅東2丁目のビルの地下で溺死したもので、そのビルは小規模なものだったため階段・地下駐車場入り口・換気口から水が入り、消防隊が駆けつけた11時24分時点で天井付近まで流入していた。

## 広島

### 降水状況
6月29日午前中に福岡で雨を降らせた低気圧は梅雨前線を伴って北上し、午後には山陰沖に停滞し前線も中国地方に停滞した。そこに南から暖湿流が流れこんだことにより梅雨前線が活発となり、局地的な豪雨が発生した。この豪雨は29日午後の長くても約2時間程度の集中的に降っており、まず13時から16時に広島市佐伯区から安佐北区の範囲で、15時から17時に呉市を中心として豪雨となった。特徴的なのが広島市の降雨域で、広島湾の西側の山々に沿って細長く伸びている。
最大1時間降水量は、広島市佐伯区五日市町の八幡川橋（日本道路公団観測点）14時-15時台の81mm、呉市（アメダス）15時50分-16時50分の73mm。この2箇所を時間降水量60mmから80mmの雨量が降っている。他特異な記録として、戸山（安佐南区/県観測点）の2時間降水量14時-16時で63mmなど。なおこれら広島市の降水量の特異点がアメダス観測点のものではないのは、局地的な豪雨だったため記録できなかったためである。
| 6月29日の時間降水量分布。観測値は気象庁/過去の気象データ検索と、広島県資料より。が80mm以上（猛烈な雨）、が50mm以上（非常に激しい雨）、が30mm以上（激しい雨）、が20mm以上（強い雨）、が10mm以上（やや強い雨）、それ以下のものは省略する。 |             |             |
| 13-14時台。 | 14-15時台。 | 15-16時台。 |
| 16-17時台。 | 17-18時台。 |             |

### 要因
広島での災害の特異点は、局所的に短期間で豪雨が降ったことにより発生した土砂災害である。
地理的要因
- 中国地方の特徴的な地質の一つに、「マサ土」が挙げられる[20]。これはこの地方に広く分布する花崗岩が風化して堆積した地層であり、崩れやすく崖崩れや土石流の原因となる[20]。
- 今回大きな被害を出した2地域は土地事情により住宅地近くに急傾斜が多い[21]。
  - 広島市は、太田川が形成した三角州の狭い平野に発展した都市で周囲は山地で囲まれている。そのため住宅地を確保するため平野部をギリギリまで土地開発している[21]。
  - 呉市は、明治以降呉鎮守府が開所したことにより発展した、入り江に形成された港湾都市であり、狭い平野の背後にすぐ山地が迫っている[22]。
- 治山不備
  - 土砂災害が起こった山では森林の保全に問題があり、樹木の土壌緊張力によって土砂を繋ぎ止める事ができず、土砂と一緒になって流出したことにより被害を拡大してしまった[23][24]。
  - 治山弱体化についてはマツ枯れが原因との説もあるが[14]、当該地にそこまで多くなかったためマツ枯れが土石流の原因になったとはいいきれない[23]。

つまり、急傾斜地に崩れやすい性質を持った土が存在していたこと、森林保全の不備により治山が不十分だったこと、比較的小規模な土石災害ながら高速ですぐ近くの住宅地を襲ったこと、が被害が多数でた原因となった。
人的要因
平日昼間の住宅地に発生した災害でありながら被害が拡大した要因は、人的なものが大きい。
- 災害現場付近の住民はそれ以前同様の災害に遭遇していなかったことから、当時の土砂災害に対する危機管理の低かったため、住民の自主的な避難も行政からの避難の呼びかけに応じることもなされなかったことが一因となった[16][21]。
- 比較的離れた2箇所で局地的に時間差で特異な災害が発生したため、行政の対応が遅れた部分もある[25]。

### 被害状況
広島県内での土砂災害は、土石流が139箇所、がけ崩れが186箇所。当時広島県が指定していた土石流危険渓流や急傾斜地崩壊危険個所以外からも災害が発生している。また広島では、流木が草津漁港を埋め尽くし、漁業に影響を与えている。
昼間から夕方の災害で帰宅ラッシュ時と重なったため、JR山陽新幹線や在来線各駅・各バスなど交通機関で大混乱となった。土砂災害により道路が分断され、復旧に時間を要した。
広島における死者32人のうち、広島市西部を中心とした豪雨では20人、呉市を中心とした豪雨では12人。平日昼間であったことから60歳以上が20人、つまり全体の6割にまで達している。2019年4月20日に、最後まで行方不明と扱われていた男性の頭蓋骨が25km下流で発見された。これにより、行方不明者は0となった。
当初は広島市・呉市のみに被災者生活再建支援法が適用されていたが、後に広島県全域にまで拡大している。